# Indie Built
Indie Built, Inc. war ein US-amerikanisches Entwicklungsstudio für Computerspiele mit Sitz in Salt Lake City, Utah. Gegründet wurde das Unternehmen 1983 von Bruce Carver als Access Software.

## Geschichte
Zu den bekanntesten Produkten des Unternehmens zählen die Adventurespiele rund um den Charakter Tex Murphy. Vom Golfspiel Leaderboard Golf wurden über eine Million Kopien verkauft. Ab 1990 folgte die Golfspiele-Serie Links, von der 1992 ein Teil unter dem Titel Microsoft Golf erschien.
1999 wurde Access Software von Microsoft übernommen, Teil der Microsoft Game Studios und in „Salt Lake Games Studio“ umbenannt; 2003 erfolgte eine erneute Umbenennung in „Indie Games“, obwohl dieser Name später selten verwendet wurde. 2004 schließlich konnte das Unternehmen, wegen Ineffizienz, an Take 2 Interactive verkauft werden. Dort wurde es unter dem neuen Namen „Indie Built“ im Januar 2005 Teil des Labels 2K Sports, unter dem die Sportsimulationen Amped 3 und Top Spin 2 für die Xbox 360 veröffentlicht wurden.
Am 28. April 2006 wurde das Studio, für die Öffentlichkeit unerwartet, geschlossen.

## Projekte
- Tex-Murphy-Spiele – PC
  1. Mean Streets (1989)
  2. Martian Memorandum (1991)
  3. Under a Killing Moon (1994)
  4. The Pandora Directive (1996)
  5. Tex Murphy: Overseer (1998)
- World Class Leaderboard
- Links-Serie (1990 bis 2004) – PC, Amiga, Macintosh, Xbox
  1. Links – The Challenge of Golf
  2. Links 386 Pro
- Amped-Serie (2001 bis 2005) – Xbox, Xbox 360
- Top-Spin-Serie in Zusammenarbeit mit Power and Magic (2003 bis 2006) – PC, Xbox, PlayStation 2, Xbox 360